# 渚友紀
渚 友紀（なぎさ ゆき、1970年9月14日- ）は、日本のAV女優。

## 略歴
- 巨乳アイドル女優としてのデビュー。「ビデオ情報」の1991年1月号で渚友紀完全カタログとして特集された。

## 出演作品

### アダルトビデオ
- 90cmの初体験（1990年、VIP）
- ごめんね友紀ちゃん（1990年、宇宙企画）ビデ倫 901407
- 手八丁、くわえ八丁。（1990年、シャイ企画）ビデ倫 901583
- 極楽都市（1990年、ロイヤルアート）ビデ倫 901845
- 口内写生 2（1990年、シネマサプライ）ビデ倫 902202
- VIP スペシャルIII（1990年、VIP）共演:朝比奈樹里、木田彩水 ビデ倫理 903847
- GUILTY2　迷宮の花園（1990年、シェール）
- 巨乳ポルノ 乱口娘（1990年、ステラ）
- 転校生とろける（1990年11月19日、大陸書房）
- セクシーカーニバルｉｎシャイII（1991年、シャイ企画）他出演:藤崎あやか、小沢奈美、白石麻美、森下亜弥
- 巨乳学園物語 エッチ見つけた新学期（1991年4月20日、大陸書房）共演:椎名このみ
- 復活・もう一度だけ友紀（1992年2月26日、アリーナ・エンターテインメント）
- あぶない課外授業3（1993年、V&Rプランニング）
- 実用的くちびる 5（新東宝）